# Goran Kliškić
Goran Kliškić (Split, 29. rujna 1969. – Bistrina kod Stona, 24. ožujka 1992.) je bio hrvatski branitelj tijekom Domovinskog rata i zapovjednik jedinice diverzantske postrojbe 4. gardijske brigade Oružanih snaga Republike Hrvatske. 

## Domovinski Rat
Bio je vrhunski ratnik izviđač-diverzant splitske 4.brigade. Poginuo je 1992. godine pokušavajući izvući ranjenog suborca Ivicu Vucu usred žestoke neprijateljske topničke paljbe na Bistrini kod Stona.
Goran je pokopan na splitskome groblju Lovrinac. Nakon nekog vremena grob je premješten na drugo mjesto koje je predviđeno za domovinske branitelje.

## Spomen
- Godine 2017. na njegovoj rodnoj kući postavljena mu je spomen-ploča.[1]

## Vanjske poveznice
Mrežna mjesta
- Webstranica o Goranu Kliškiću (arhivirano)
- Članak na webstranici Hrvatskog kulturnog vijeća. (arhivirano)
- Članak u Slobodnoj Dalmaciji. (arhivirano)